# Oldtidsgeometri
 Der er for få eller ingen kildehenvisninger i denne artikel, hvilket er et problem. Du kan hjælpe ved at angive troværdige kilder til de påstande, som fremføres i artiklen.

Oldtidsgeometri er den form for geometri, der er blev studeret i ældre tiders kirker og templer (mener nogle som f.eks. Tons Brunés).
Oldtidsgeometrien blev anvendt ved konstruktion af pyramiderne, græske templer og andre store bygninger.

## Ekstern henvisning
- http://www.ancientgeometry.com/

| Dodekaeder | Spire Denne artikel om geometri er en spire som bør udbygges. Du er velkommen til at hjælpe Wikipedia ved at udvide den. |